# Мартыновка (Ставропольский край)
Марты́новка — село в Петровском районе (городском округе) Ставропольского края Российской Федерации. Находилось в составе муниципального образования «Сельское поселение Шангалинский сельсовет» (упразднено 1 мая 2017 года).

## Название
Название произошло от фамилии бывшего землевладельца Мартынова.
Варианты названия:
- Мартыновка (Мартынсфельд)[4].

## География
На правом берегу реки Большая Кугульта.
Расстояние до краевого центра: 74 км. Расстояние до районного центра: 32 км.

## История
В декабре 1867 года колонисты Аккерманского уезда Бессарабской губернии переселились в Ставропольскую губернию на земли статского советника Мартынова на правах аренды. По условиям договора Мартынов передавал колонистам 2 тыс. десятин на 15 лет. Позднее к бессарабским переселенцам присоединились немцы из Херсонской, Таврической, Самарской губерний. Среди них были подданные Германии. Образовавшееся немецкое товарищество выкупило земли у статского советника Мартынова.
В 1868 году на этих землях в Ставропольском уезде Ставропольской губернии была учреждена колония Мартинсфельд/Martinsfeld (Мартыновское). Все переселенцы были лютеране и была одна баптистская семья. Лют. приход Ставрополь. Лют. молельн. дом, бапт. молельн. дом. Поселение имело 2018 десятин земли (1868). Главным занятием жителей было выращивание пшеницы и других зерновых культур.
В 1915 г. колонию переименовали в село Мартыновское. В связи с законами против немецкого землевладения от колонистского клина было отчуждено 128дес. Общий клин земельного довольствия составил 2.000 дес. В те годы в селе имелось 37 усадеб.
До 1917 — Ставропольская губ., Ставропольский у., Благодатенская/Пелагиадская вол..
в сов. период — Орджоникидзевский край, Шпаковский (Михайловский)/Петровский/Виноделенский (Ипатовский) р-н.
При советской власти здесь был организован колхоз Мартыновский. В 1926 году в поселение имелась начальная школа и сельскохозяйственное кооперативное товарищество.
Осенью 1941 г.все немцы были депортированы на Восток.

## Население
| 1868 | 1873 | 1880 | 1897 | 1903 | 1904 | 1909 |
| ---- | ---- | ---- | ---- | ---- | ---- | ---- |
| 223  | ↗256 | ↘220 | ↗223 | ↗385 | ↘317 | ↗420 |
| 1911 | 1917 | 1920 | 1925 | 1926 | 1989 | 2002 |
| ↘394 | ↘390 | ↗517 | ↘414 | ↗471 | ↘299 | ↗345 |
| 2010 | 2014 | 2023 |      |      |      |      |
| ↘315 | ↘300 | ↘290 |      |      |      |      |

Национальный состав
Из 471 жителей — 429 немцы (1926).
По данным переписи 2002 года, в национальной структуре населения преобладают русские (88 %).

## Кладбище
- Общественное открытое кладбище (200 м от ул. Красная). Площадь участка 5757 м²[16].